# Humphrey Stafford (1379-1442)
 (janvier 2022).
La mise en forme du texte ne suit pas les recommandations de Wikipédia : il faut le « wikifier ».
Les points d'amélioration suivants sont les cas les plus fréquents. Le détail des points à revoir est peut-être précisé sur la page de discussion.
- Les titres sont pré-formatés par le logiciel. Ils ne sont ni en capitales, ni en gras.
- Le texte ne doit pas être écrit en capitales (les noms de famille non plus), ni en gras, ni en italique, ni en « petit »…
- Le gras n'est utilisé que pour surligner le titre de l'article dans l'introduction, une seule fois.
- L'italique est rarement utilisé : mots en langue étrangère, titres d'œuvres, noms de bateaux, etc.
- Les citations ne sont pas en italique mais en corps de texte normal. Elles sont entourées par des guillemets français : « et ».
- Les listes à puces sont à éviter, des paragraphes rédigés étant largement préférés. Les tableaux sont à réserver à la présentation de données structurées (résultats, etc.).
- Les appels de note de bas de page (petits chiffres en exposant, introduits par l'outil «  Source ») sont à placer entre la fin de phrase et le point final[comme ça].
- Les liens internes (vers d'autres articles de Wikipédia) sont à choisir avec parcimonie. Créez des liens vers des articles approfondissant le sujet. Les termes génériques sans rapport avec le sujet sont à éviter, ainsi que les répétitions de liens vers un même terme.
- Les liens externes sont à placer uniquement dans une section « Liens externes », à la fin de l'article. Ces liens sont à choisir avec parcimonie suivant les règles définies. Si un lien sert de source à l'article, son insertion dans le texte est à faire par les notes de bas de page.
- La présentation des références doit suivre les conventions bibliographiques. Il est recommandé d'utiliser les modèles {{Ouvrage}}, {{Chapitre}}, {{Article}}, {{Lien web}} et/ou {{Bibliographie}}. Le mode d'édition visuel peut mettre en forme automatiquement les références.
- Insérer une infobox (cadre d'informations à droite) n'est pas obligatoire pour parachever la mise en page.

Pour une aide détaillée, merci de consulter Aide:Wikification.
Si vous pensez que ces points ont été résolus, vous pouvez retirer ce bandeau et améliorer la mise en forme d'un autre article.
Pour les articles homonymes, voir Humphrey Stafford et Stafford.
Sir Humphrey Stafford (né vers 1379 et décédé le 27 mai 1442), surnommé « A la main d'argent », de Hooke, Dorset, et de Southwick dans la paroisse de North Bradley, Wiltshire, était membre de la gentry anglaise du sud-ouest de l'Angleterre. Il a été Membre du Parlement à plusieurs reprises et un important officier royal.

## Jeunesse et mariage
Humphrey Stafford est le fils et l'héritier de Sir Humphrey Stafford (mort en 1413). Il a été anobli en 1397, à l'âge de 18 ans. Il a épousé Elizabeth, fille et cohéritière de Sir John Maltravers de Hooke, Dorset. La jeune Elizabeth était destinée à épouser Lord John Lovell, mais le roi Richard II a interdit ce mariage. La mère d'Elizabeth, également appelée Elizabeth, avait elle, épousé le père de Humphrey Stafford. Humphrey et Elizabeth ont reçu le manoir de Perton, Staffordshire de Humphrey Stafford père, où ils ont vécu jusqu'en 1413. Cette même année, le père de Humphrey et la mère d'Elizabeth sont décédés à quinze jours d'intervalle l'un de l'autre. La grand-mère de Humphrey « à la main d'argent » était la fille de Ralph de Stafford, Ier comte de Stafford. Ce dernier était cousin du duc de Buckingham, Humphrey Stafford, 1er duc de Buckingham.
Stafford le jeune a été impliqué dans un vieux conflit de propriété avec la famille Erdswick. En 1406, il fut élu député du Staffordshire, et un an plus tard, il a participé aux élections législatives de ce comté.

## Carrière militaire et la «main d'argent»
Le professeur J. S. Roskell a suggéré qu'en raison d'« un engagement belliqueux », Stafford a perdu une main et a, par la suite, dû utiliser une prothèse. À cause de ce fait, l'antiquaire William Dugdale l'appela plus tard «Humphrey Stafford à la main d'argent». Bien que la date de cet événement soit inconnue, on sait qu'il était un soldat actif au tournant du XVe siècle. Il a donc eu beaucoup d'occasions de perdre un membre durant cette période. Il servit comme lancier pour Edmond Stafford, 5e comte de Stafford. En janvier 1400, il a rejoint son oncle Ralph Stafford pour réprimer le Soulèvement de l'Épiphanie contre le nouveau roi Henri IV. Il prit part à l'invasion anglaise de l'Écosse plus tard cet été-là. En 1403, il a été retenu par le prince de Galles. Présent à la bataille de Shrewsbury, il a combattu avec le prince dans un groupe de « quatre écuyers et 100 archers ». C'est possiblement à la suite de ce service qu'il reçut une rente annuelle d'Henry en 1406. Humphrey continua à servir Henry au Pays de Galles dans la longue campagne contre la rébellion d'Owain Glyndŵr, par exemple en prenant part au siège d'Aberystwyth en 1407. Plus récemment, il a été suggéré que c'était pendant son service au Pays de Galles - peut-être lors du siège d'Aberystwyth - qu'il a perdu sa main et l'a remplacée par « une artificielle faite en argent ».
Stafford a reçu une autre faveur de la Couronne peu de temps après: il a obtenu la tutelle du fils et héritier de John Tuchet, 4e baron Audley. Lorsque cette tutelle pris fin en 1409, il a reçu des domaines dans le Shropshire et le Cambridgeshire en compensation. Fait inhabituel, Humphrey à la main d'argent n'était pas un vassal de la couronne ou du duché de Lancaster, mais plutôt de Humphrey Stafford, 1er duc de Buckingham,.

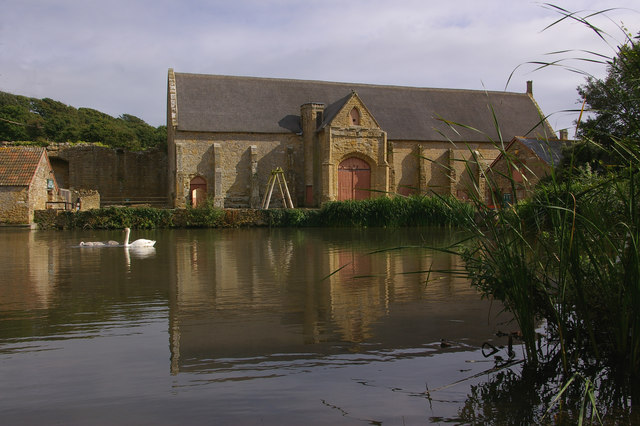
Abbaye d'Abbotsbury en 2008

À la mort de ses parents en 1413, Stafford devint un homme riche. Il était considéré comme "plus riche et plus adorateur" que la plupart des barons de rang inférieur de l'époque. Il a hérité à la fois des domaines de Stafford (y compris Southwick Court dans le Wiltshire) et de ceux de la famille Maltravers, qui étaient centrés autour de Hooke. L'héritage Stafford était dispersé dans dix comtés différents et valait environ 570 £ par an, tandis que ceux du Dorset étaient évalués, par la taxe de 1412, à environ 660 £ (et étaient donc imposés au taux le plus élevé). Sa nouvelle richesse lui permit d'améliorer les perspectives de mariage de ses filles. L'une d'elles épousa James Berkeley, un neveu de Thomas de Berkeley. Ce mariage a donné aux Stafford un intérêt lorsque le différend sur l'héritage de Berkeley a éclaté et que l'ensemble de l'héritage de Berkeley a été réclamé par Richard de Beauchamp, 13e comte de Warwick.

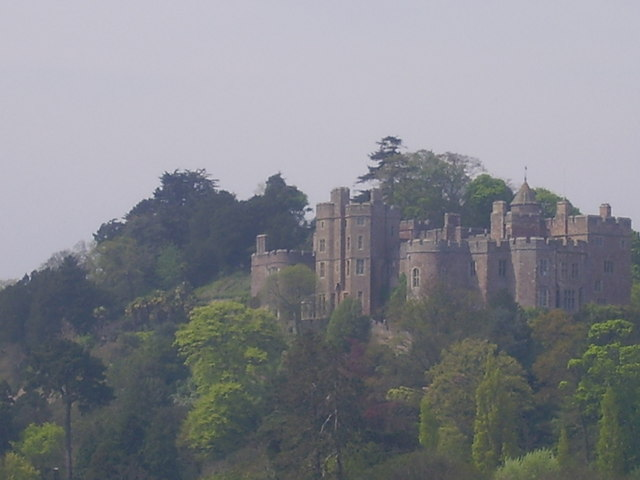
Le grand château de Dunster, dont la garde conjointe est le fruit d'un partenariat fructueux avec son frère.

Stafford assista au couronnement de la reine Catherine de Valois en 1421, en tant que chevalier du roi. Durand la même période, il passa du temps à défendre ses domaines: un de ses manoirs du Shropshire, par exemple, avait été saisi par des Gallois au service d'Edmond Mortimer, 5e comte de March. Ce faisant, il semble avoir pleinement profité de la position influente de son frère, John Stafford, archevêque de Cantorbury, au sein du Conseil du Roi. Selon Roskell et Woodger, « les relations entre les deux étaient, malgré la naissance illégitime de John, toujours intimes ». Ils étaient également rentables : en 1431, ils obtinrent conjointement la garde des deux tiers du château de Dunster, et plus tard, du manoir de Tothill dans le Lincolnshire. L'année suivante, ils reçurent le manoir de Chiselborough dans le Somerset.
Humphrey Stafford rédige son testament à la fin de 1441. Les legs particuliers comprennent les abbayes bénédictines d'Abbotsbury, de Cerne et de Sherborne, l'abbaye cistercienne de Forde et d'autres couvents et prieurés. Son frère John est nommé exécuteur testamentaire.
Humphrey est décédé le 27 mai 1442. Il est inhumé à l'abbaye d'Abbotsbury, aux côtés de ses parents, de sa femme et de ses enfants qui étaient décédés avant lui.

## Mandats exercés
Stafford a été Membre du Parlement onze fois au cours de sa carrière : d'abord en 1406 pour le Staffordshire, puis en 1414, 1417, 1419, 1420, 1421, 1422, 1426, 1427 et 1432 pour le Dorset. Il était également High Sheriff du Staffordshire en 1403–1404 et High Sheriff de Somerset et Dorset en 1415–1416. Il a également agi comme officier royal dans divers domaines. Il a été chargé de l'évaluation des impôts, de la fonction de Juge de Paix, « Commissioner of array », et de « Oyer et terminer » .